# LPGA Tour 2005
Navigation
Édition précédente Édition suivante
Le LPGA Tour 2005 est la cinquantième-sixième édition du Ladies Professional Golf Association Tour (LPGA), circuit professionnel féminin de golf, qui se déroule du 11 février 2005 au 18 décembre 2005. Axée sur les États-Unis, la LPGA prend en compte également des tournois qui se déroulent hors des frontières américaines, ainsi cette saison voit des tournois programmés en Afrique du Sud (pour la première fois), au Mexique, France, au Canada, en Angleterre, en Corée du Sud, au Japon et à Singapour (pour la première fois). Cette cinquantième-sixième édition de ce circuit permet de proposer un certain nombre de tournois professionnels destinés aux femmes en dehors des compétitions amateurs. La volonté de la professionnalisation des golfeuses leur permet désormais de gagner de l'argent en jouant au golf.
Cette saison comporte trente-cinq tournois, soit deux de plus qu'en 2004, auxquels sont insérées des dotations financières en fonction du résultat de la golfeuse. Quatre de ces tournois sont considérés comme « tournoi majeur » - le Championnat Kraft Nabisco, le Championnat de la LPGA, l'Open américain et l'Open britannique - et sont considérés comme les plus prestigieux et difficiles à remporter.
La Suédoise Annika Sörenstam est désignée « Joueuse de l'année de la LPGA » (« Player of the Year ») pour la huitième fois de sa carrière et remporte le classement des gains avec un montant de 2 588 240 $ de gains en gagnant dix victoires dont deux tournois majeurs : le Championnat Kraft Nabisco et le Championnat de la LPGA. Les deux autres tournois majeurs sont remportés par les Sud-coréennes Birdie Kim (Open américain) et Jeong Jang (Open britannique). Enfin, le « Trophée Vare » récompensant la golfeuse ayant la moyenne de score la plus basse de la saison est également remporté par Annika Sörenstam pour la sixième fois.

## Histoire
Pour l'organisation de cette cinquantième-sixième édition, la majorité des tournois se disputent aux États-Unis mais quatre tournois sont programmés hors des États-Unis. Comme la saison précédente, la LPGA décide d'organiser des tournois hors des frontières des États-Unis avec la tenue de tournois programmés en Afrique du Sud (pour la première fois), au Mexique, France, au Canada, en Angleterre, en Corée du Sud, au Japon et à Singapour (pour la première fois). La majorité des joueuses sont des golfeuses principalement américaines professionnelles et amateures mais la LPGA intègre quelques années des golfeuses étrangères. Le calendrier fait débuter la saison par le tournoi par équipes sud-africain nommé « Women's World Cup of Golf » remporté par les Japonaises Ai Miyazato et Rui Kitada. Au cours de cette saison, les non-américaines sont aussi nombreuses que les Américaines à remporter les tournois.
La Suédoise Annika Sörenstam est désignée « Joueuse de l'année de la LPGA » (« Player of the Year ») pour la huitième fois de sa carrière et remporte le classement des gains avec un montant de 2 588 240 $ de gains en gagnant dix victoires dont deux tournois majeurs : le Championnat Kraft Nabisco et le Championnat de la LPGA. Les deux autres tournois majeurs sont remportés par les Sud-coréennes Birdie Kim (Open américain) et Jeong Jang (Open britannique).

## Participantes à la saison LPGA 2005
Les participantes ont deux statuts. Certaines sont devenues professionnelles mais de nombreuses amateures prennent également part aux tournois sans toutefois pouvoir recevoir le montant des gains en raison de leur statut.
| Participantes    | Participantes    | Participantes    | Participantes      | Participantes    |
| Professionnelles | Professionnelles | Professionnelles | Professionnelles   | Professionnelles |
| ---------------- | ---------------- | ---------------- | ------------------ | ---------------- |
| Marisa Baena     | Heather Bowie    | Paula Creamer    | Beth Daniel        | Laura Davies     |
| Dorothy Delasin  | Laura Diaz       | Wendy Doolan     | Moira Dunn         | Natalie Gulbis   |
| Sophie Gustafson | Hee-won Han      | Katherine Hull   | Pat Hurst          | Karine Icher     |
| Lorie Kane       | Juli Inkster     | Jeong Jang       | Young Jo           | Rosie Jones      |
| Ji-min Kang      | Soo-Yun Kang     | Cristie Kerr     | Birdie Kim         | Mi-Hyun Kim      |
| Young Kim        | Rui Kitada       | Carin Koch       | Candie Kung        | Jee-Young Lee    |
| Meena Lee        | Jill McGill      | Ai Miyazato      | Liselotte Neumann  | Lorena Ochoa     |
| Grace Park       | Gloria Park      | Nicole Perrot    | Stacy Prammanasudh | Reilley Rankin   |
| Michele Redman   | Jennifer Rosales | Bo Bae Song      | Annika Sörenstam   | Angela Stanford  |
| Karen Stupples   | Wendy Ward       | Karrie Webb      |                    |                  |
| Amateures        |                  |                  |                    |                  |
| Brittany Lang    | Morgan Pressel   | Louise Stahle    | Michelle Wie       |                  |

## Classements saison 2005

### Tableau des gains («Money list»)
Le tableau ci-dessous est le classement des golfeuses par gains obtenus sur cette saison 2005. Le classement par gains est remporté par la Suédoise Annika Sörenstam avec 2 588 240 $ remportés.
| Cla. | Golfeuses        | Gains       | Victoires |
| ---- | ---------------- | ----------- | --------- |
| 1    | Annika Sörenstam | 2 588 240 $ |           |
| 2    | Paula Creamer    | 1 531 780 $ |           |
| 3    | Cristie Kerr     | 1 360 941 $ |           |
| 4    | Lorena Ochoa     | 1 201 786 $ |           |
| 5    | Jeong Jang       | 1 131 986 $ |           |
| 6    | Natalie Gulbis   | 1 010 154 $ |           |
| 7    | Meena Lee        | 870 182 $   |           |
| 8    | Hee-won Han      | 856 364 $   |           |
| 9    | Gloria Park      | 842 349 $   |           |
| 10   | Catriona Matthew | 776 924 $   |           |
| 11   | Candie Kung      | 753 959 $   |           |
| 12   | Marisa Baena     | 744 679 $   |           |
| 13   | Birdie Kim       | 715 006 $   |           |
| 14   | Soo-yun Kang     | 710 710 $   |           |
| 15   | Lorie Kane       | 698 763 $   |           |

### Trophée Vare («Vare Trophy»)
Le tableau ci-dessous est le classement des golfeuses par scores les plus bas sur cette saison 2005.
| Cla. | Golfeuses        | Moyenne |
| ---- | ---------------- | ------- |
| 1    | Annika Sörenstam |         |